# Raum Eschweiler-Stolberg

Stolberg und Eschweiler als Teil der Städteregion Aachen

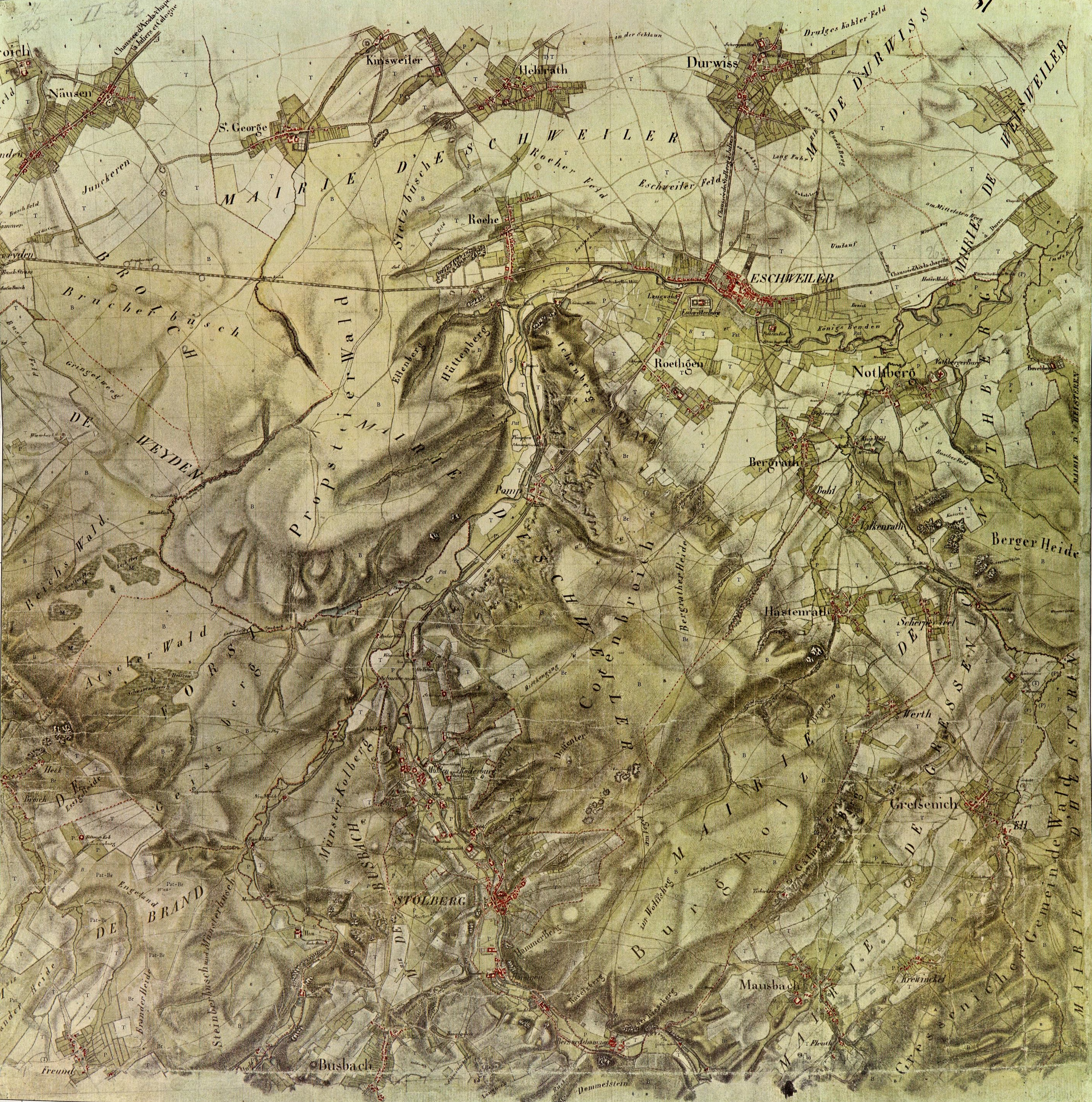
Der Raum Eschweiler und Stolberg um 1800

Der Raum Eschweiler-Stolberg ist der aus den traditionsreichen Industriestädten Stolberg (Rhld.) und Eschweiler bestehende Mittelteil der Städteregion Aachen im nordrhein-westfälischen Regierungsbezirk Köln mit jahrhundertelanger gemeinsamer Industriegeschichte. Hier leben rund 112.000 Einwohner auf 174,44 km² (649 Einw./km²) (Stand: Dez. 2022), was einer Großstadt der Größe von Bremerhaven, Koblenz oder Recklinghausen entspräche. Eschweiler gilt als „Wiege des rheinischen Bergbaus“, Stolberg als „Älteste Messingstadt der Welt“. Eine Fusion beider Städte wurde im Zuge der kommunalen Neugliederung Anfang der 1970er Jahre angedacht, aber nicht realisiert.

## Lage und Landschaft
Der Raum Eschweiler-Stolberg liegt in Nord-Süd-Richtung zwischen dem Nordkreis Aachen und dem Altkreis Monschau sowie in West-Ost-Richtung zwischen der Stadt Aachen und dem Kreis Düren. Im weiteren Sinne kann aus historischen Gründen auch der Südwesten der heutigen Gemeinde Langerwehe um die Orte Hamich, Heistern, Schönthal und Wenau hinzu gerechnet werden.
Landschaftlich liegt der Raum zwischen Hohem Venn und Jülich-Zülpicher Börde am Nordrand der Eifel. Die größten Gewässer sind der künstliche Blausteinsee, die Wehebachtalsperre, die Inde, die Vicht und der Omerbach. Über die beiden Bereiche Pumpe-Stich/Velau/Steinfurt und Werth/Hastenrath/Scherpenseel bilden die beiden Städte einen zusammenhängenden Siedlungsraum, den nur die beiden größeren Waldgebiete Eschweiler Stadtwald und Propsteier Wald trennen. Gemeinsam ist dem Raum die charakteristische Galmeiflora; siehe auch Natur in Stolberg (Rhld.).
Eine gemeinsame Geschichte haben die folgenden Gebiete:
- 1823 kam Mühle von Eschweiler an Stolberg
- 1932 kam Hastenrath an Eschweiler und der Hastenrather Zipfel an Gressenich und Stolberg
- 1935 kamen Velau, Steinfurt, Birkengang, Donnerberg, Duffenter, Steinbachshochwald und der Stolberger Bahnhof von Eschweiler an Stolberg
- 2004 kam der Südteil des Probsteier Waldes (Camps Astrid) von Eschweiler an Stolberg

## Gemeinsame Verwaltung und Zusammenarbeit

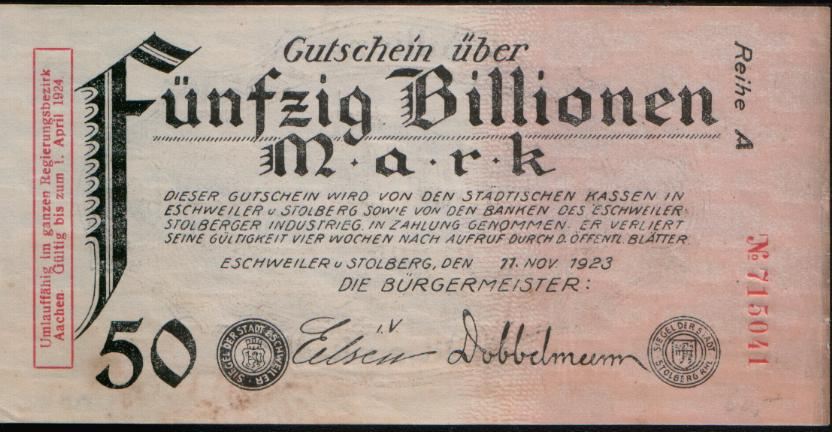
Gemeinsames Notgeld 1923

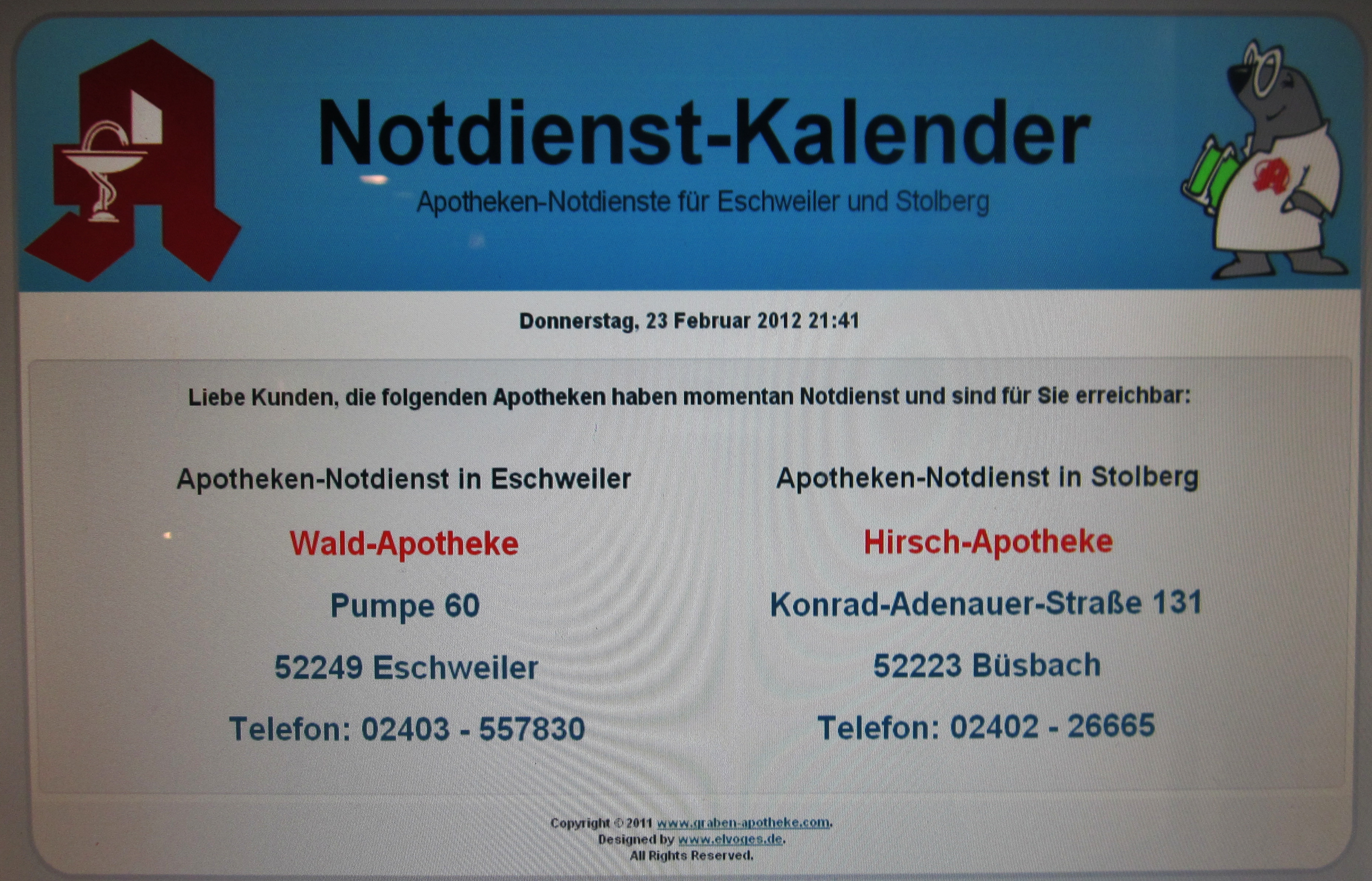
Gemeinsamer Notdienst 2011

Der Raum Eschweiler-Stolberg gehört zum Wachdienst Südkreis der Polizeiinspektion 2 in Stolberg, zum Landtagswahlkreis Aachen IV, zum Bezirk der ehemaligen Handelskammer Stolberg, zum ehemaligen Kanton Eschweiler und zur Geschäftsstelle Stolberg der IG Metall. Er bildet den Bezirk des Amtsgerichts Eschweiler, den Doppelpostleitbereich 52200/52230, die Direktion Eschweiler/Stolberg der Sparkasse Aachen und den Bankplatz 393 der Deutschen Bundesbank. Ferner ist er der Kernbereich des Landschaftsplans 3 Eschweiler/Stolberg der Städteregion Aachen und das Kernversorgungsgebiet der aus der Licht- und Kraftwerke Eschweiler-Stolberg GmbH hervorgegangenen EWV. Jedes Jahr findet eine gemeinsame Ausbildungsbörse statt – in geraden Jahren in Eschweiler, in ungeraden Jahren in Stolberg.
Weitere Zusammenarbeiten sind beispielsweise das „Palliativnetzwerk Stolberg-Eschweiler“, eine gemeinsame Jugendnotschlafstelle vom Eschweiler Haus St. Josef und Stolberger Agnesheim, die Initiative A4 sowie „Camp Astrid CO2 Zero“. Seit 2020 gibt es statt zwei nach Städten getrennter nur noch eine gemeinsame Lokalredaktion Eschweiler/Stolberg der Nachrichten und Zeitung mit Sitz in der Englerthstraße in Eschweiler.

## Euregio-Railport
Im Rahmen des Ausbaues des Stolberger Bahnhofes zu einem Güterverkehr-Verteilerzentrum (Euregio-Railport) wird auch das Bahnhofsgelände der Aue einbezogen. Aktuell hat der Bahnhof 6 Gleise:
- Gleis 1, Streckengleis
- Gleis 2, Überholgleis, Nutzlänge 300 m
- Gleis 3, Abstellgleis, Nutzlänge 200 m
- Gleis 4, Abstellgleis, Nutzlänge 250 m
- Gleis 5, Abstellgleis, Nutzlänge 177 m
- Gleis 6, Abstellgleis, Nutzlänge 170 m

Seit Januar 2019 werden die Vorprodukte für das Eschweiler Röhrenwerk ESW im Bahnhof Aue umgeladen. Dort hat die EVS Euregio Verkehrsschienennetz ihren Güterbahnhof saniert und eine großflächige Verladezone geschaffen, hin zum Euregio-Railport mit Zweigstelle in Aue. Bis dato wurden die aus Italien und Kroatien kommenden Vorprodukte im Stolberger Güterbahnhofsbereich der Atsch an der Haldenstraße umgeschlagen und per Lkw ins Röhrenwerk geliefert.

## Industriegeschichte

Eisenbahnentwicklung im 19. Jahrhundert an der Schnittstelle beider Städte

Schienenverbindungen im Raum Eschweiler-Stolberg, Stand 2017

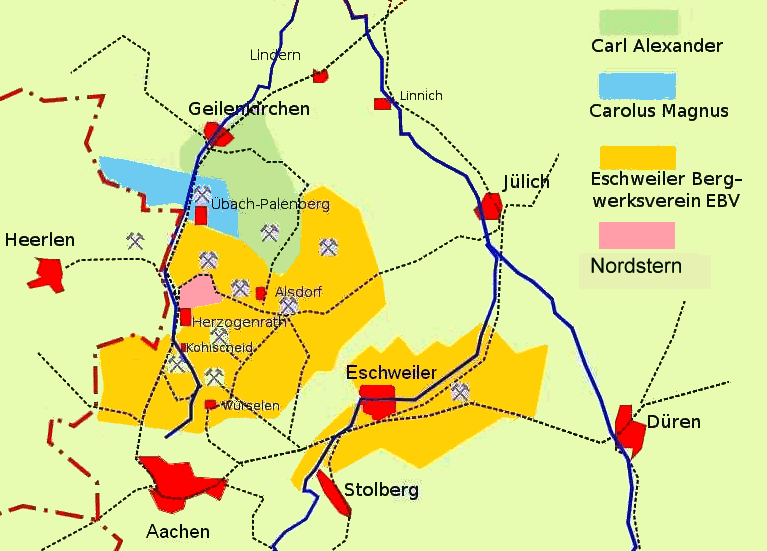
Die beiden Städte als Teil des südlichen Aachener Reviers

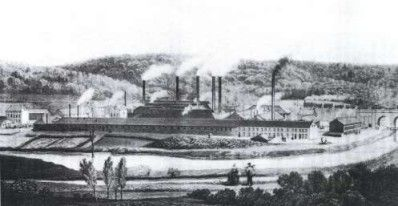
Industrie im 19. Jh. an der Schnittstelle beider Städte in Aue

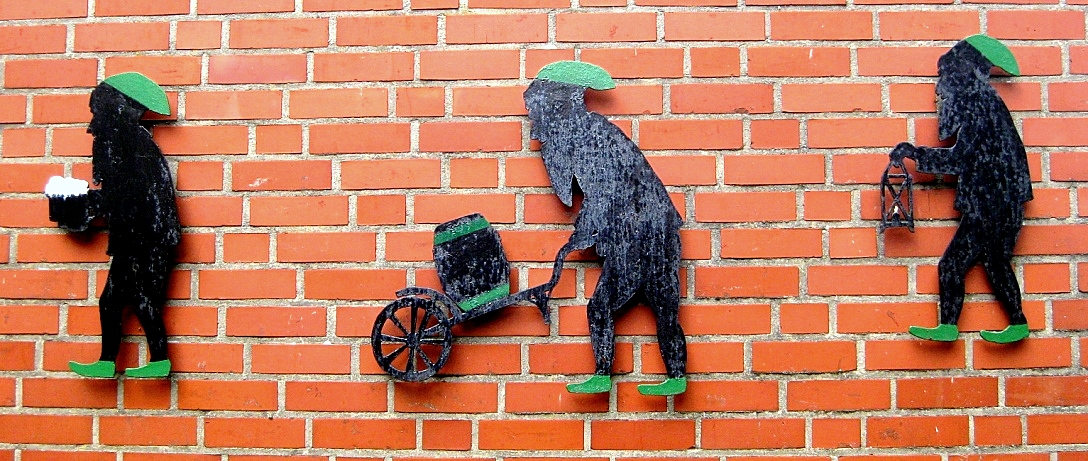
Killewittchen-Zwerge

Die gemeinsame Geschichte des Raumes Eschweiler-Stolberg im Aachener Revier ist von Erz-, Steinkohle- und Braunkohleabbau sowie von Metallverarbeitungs-, Glas- und chemischer Industrie seit Jahrhunderten geprägt. Während Stolberg und Umgebung die Reidemeister und die aufgrund der Aachener Religionsunruhen seit dem 16. Jahrhundert in Stolberg ansässigen Kupfermeister prägten, so prägte Eschweiler und Umgebung der aus dem Besitz der Familie Wültgens-Englerth um Johann Peter Wültgens und Christine Englerth entstandene Eschweiler Bergwerksverein sowie der Abbau von Steinkohle im Inderevier und Braunkohle im Norden.
Überbleibsel der frühen und intensiven Industrialisierung sind zahlreiche Halden, sowohl Eschweiler Halden als auch Stolberger Halden. Das Museum Zinkhütter Hof im Stolberger Stadtteil Münsterbusch ist ein Museum für die Industriegeschichte des gemeinsamen Wirtschaftsraums.
Schon früh waren im Raum der beiden heutigen Mittelzentren die Kelten und später Römer bergbautechnisch tätig. Sie hinterließen nicht zuletzt die Legenden um die Killewittchen, die Quärrismännchen, die Zwerge von den Tatternsteinen und die versunkene Stadt Gression. Eng verzahnt waren seitdem der Abbau von Steinkohle und von Zink; siehe hierzu den Gressenicher Eimer, den Schlangenberg, Galmei und Limonit. In beiden Städten gab es Zinkhütten, Kupferhöfe, Kupfermühlen und „Gruben“ genannte Bergwerke; hinzu kommen speziell in Stolberg die Reitwerke.
Die Erze schulden dem Raum die besonderen geologischen Voraussetzungen Stolbergs. Entscheidend für Stolbergs Industrialisierung war der längs durch die Stadt fließende Vichtbach, während die quer durch Eschweiler und Weisweiler verlaufende Inde Müllern und Färbern diente.
In beiden Städten tätig waren die Hoeschs mit Eberhard Hoesch und Jeremias Hoesch. Weitere bedeutende Unternehmer waren James Cockerill, Hugo Merckens, William Prym, August Thyssen, Friedrich Thyssen und Michael Wirtz sowie die Familien Neuman, Peltzer und Schleicher.

### Zink-, Blei- und Silberhütten

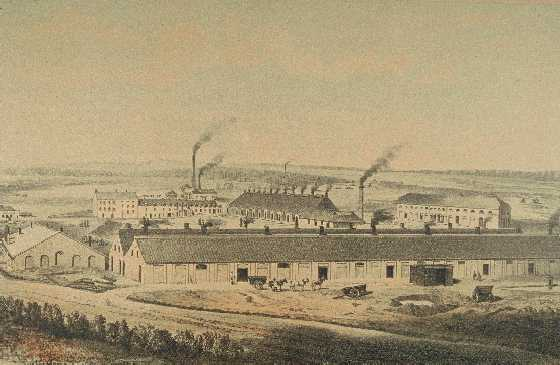
Die Zinkhütte Birkengang an der Schnittstelle beider Städte

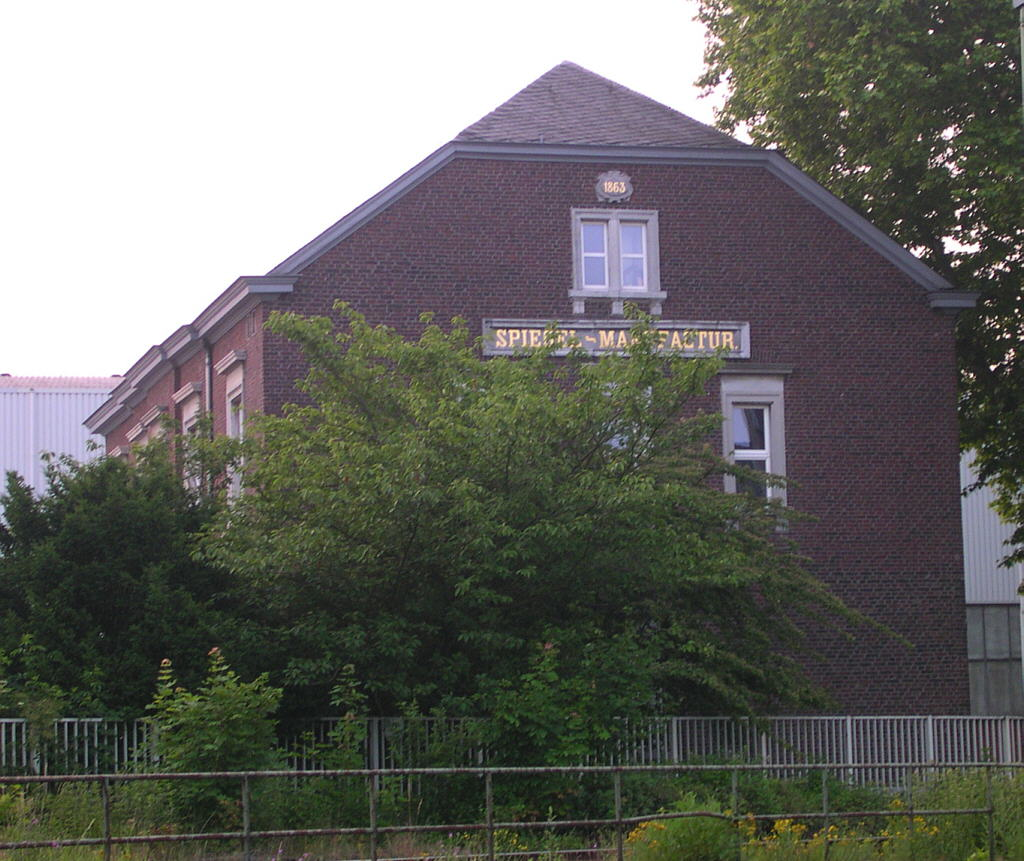
Spiegel-Manufactur von 1863

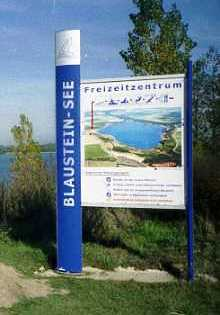
Blausteinsee als Überbleibsel des Braunkohletagebaus im Norden

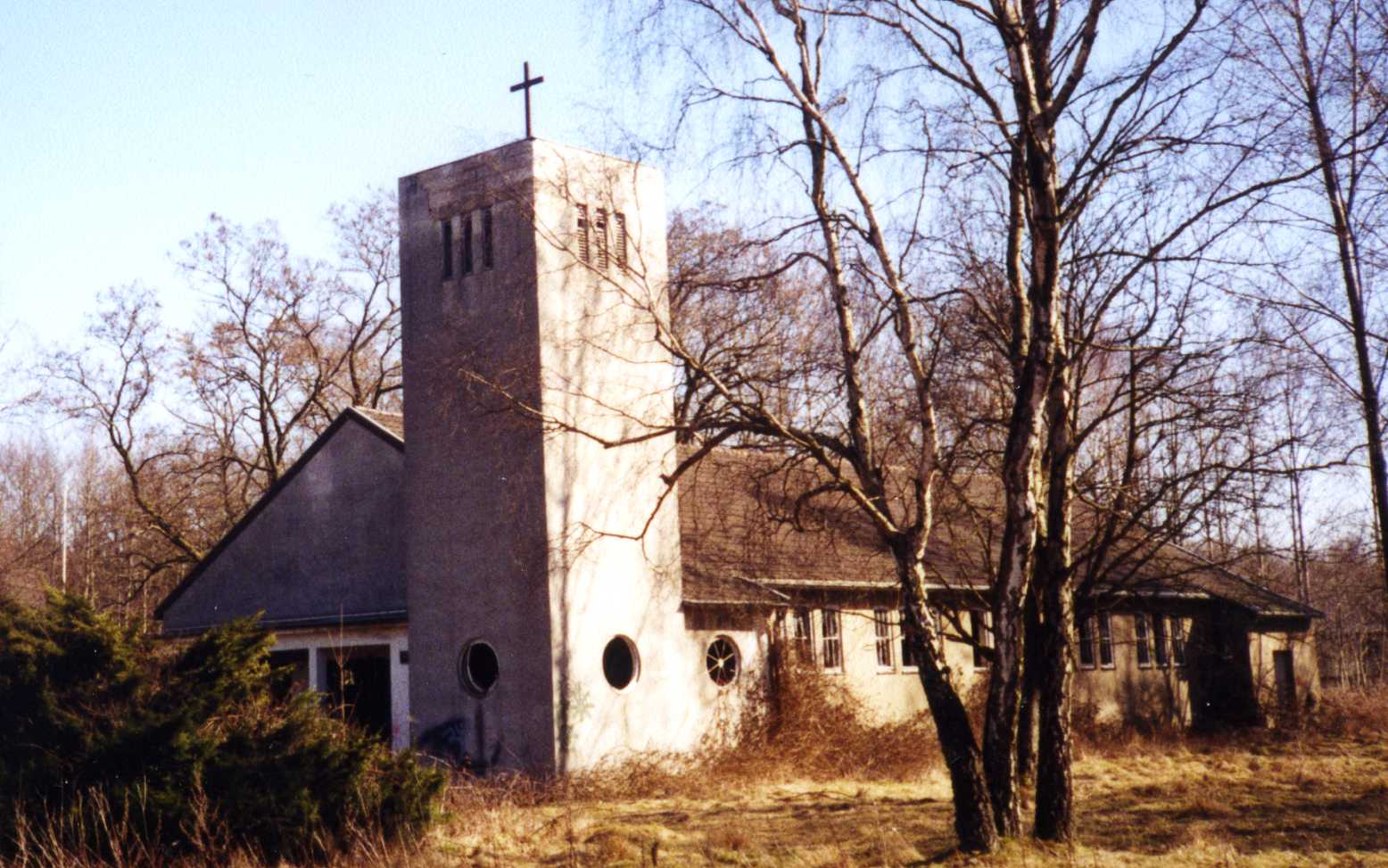
Kirche des belgischen Camp Astrid an der Schnittstelle beider Städte

Im 19. Jahrhundert war die „Eschweiler Gesellschaft“ für die drei Zinkhütten Birkengang, Steinfurt und Velau auf damaligem Eschweiler Stadtgebiet tätig, und 1935 wurde nach Stilllegung dieser Gruben und Zinkhütten das Gebiet nach Stolberg ausgemeindet. Auch die Zinkhütte Münsterbusch befand sich bis zur Eingemeindung 1935 auf dem Gebiet der damaligen Gemeinde Büsbach.
 Die „Eschweiler Gesellschaft“ wurde 1926 von der „Stolberger Gesellschaft“ übernommen.
Weitere Hütten auf Büsbacher/Stolberger Gebiet waren/ist die Bleihütte Binsfeldhammer, die Bleihütte Luzilia sowie die Blei- und Silberhütte Münsterbusch.

### Braunkohle
Im Norden Eschweilers lag von 1910 bis in die 1990er Jahre der „Tagebau Zukunft“ im Rheinischen Braunkohlerevier. Von 1950 bis 1985 wurden u. a. Erberich, Langendorf, Langweiler, Laurenzberg, Lohn, Lürken, Obermerz, Pattern, Pützlohn und Velau abgebaggert. Das dortige Kraftwerk Weisweiler wird zurzeit aus dem „Tagebau Inden“ gespeist.

### Glashütten
In Münsterbusch und der Velau gab es zahlreiche Glashütten, -werke und Manufakturen. 1863 kauft Saint-Gobain die Spiegelmanufaktur Stolberg und beginnt mit dem Bau eines neuen Werkes am heutigen Standort im Schnorrenfeld an der Einmündung des Vichtbachs in die Inde. Hier entsteht 1866 die erste Gussglashalle Deutschlands. Der Betrieb besteht bis heute.

## Erzbergwerke auf den heutigen Stadtgebieten
Abkürzungen: Au Gold, Fe Eisenerz, FeS2 Katzengold (Pyrit), Pb Bleierz oder Weißbleierz (Cerussit), Zn Zinkerz oder Galmei (Smithsonit)
| Ort          | Grubenname                                                                                 | Jahr                           |
| ------------ | ------------------------------------------------------------------------------------------ | ------------------------------ |
| Breinig      | Erzgrube Breinigerberg Fe, Pb, Zn                                                          | 17. Jh. – 1883                 |
| Breinig      | Erzgrube Cornelia Fe                                                                       | 1853 – 1922; im Besitz des EBV |
| Breinig      | Grube Julius Fe                                                                            |                                |
| Breinig      | Stockumerberg                                                                              |                                |
| Büsbach      | Erzgrube Büsbacherberg-Brockenberg Fe, Pb, Zn                                              | bis 1889                       |
| Dorff        | Cornelia Fe, Pb, Zn                                                                        |                                |
| Duffenter    | Grube Bilstein Fe, Pb, Zn                                                                  |                                |
| Duffenter    | Grube Jeremias Fe, Pb, Zn                                                                  |                                |
| Eilendorf    | Grube Atsch im Münsterkohlberg                                                             | 15. Jh. – 1870                 |
| Eschweiler   | Grube Glücksburg im Propsteier Wald                                                        |                                |
| Gressenich   | Anna Fe                                                                                    |                                |
| Gressenich   | Burgholz                                                                                   |                                |
| Gressenich   | Erzgrube Diepenlinchen Fe, Pb, Zn                                                          | 17. Jh. – 1919                 |
| Gressenich   | Römerfeld Fe, Pb, Zn                                                                       |                                |
| Gressenich   | Süssendell Fe                                                                              |                                |
| Hastenrath   | Grube Albert Fe, Pb, Zn                                                                    | 1846 – 1906                    |
| Hastenrath   | Burgberg Fe                                                                                |                                |
| Hastenrath   | Erzgrube Zufriedenheit                                                                     | 1829 – 1863                    |
| Mausbach     | Aline Fe                                                                                   |                                |
| Mausbach     | Erfelbusch Fe                                                                              |                                |
| Münsterbusch | Grube James im Münsterkohlberg mit der Zinkhütte St. Heinrichhütte Münsterbusch Fe, Pb, Zn | 1825 – 1891                    |
| Münsterbusch | Wilhelmine Fe, Pb, Zn                                                                      |                                |
| Nothberg     | Erzgrube Zur Guten Hoffnung                                                                | 1880 – 1884                    |
| Stolberg     | Bleihütte Binsfeldhammer mit Dommelstein und Rüst Fe, Pb, Zn                               | seit 1846                      |
| Stolberg     | Hammerberg Fe, Pb, Zn                                                                      |                                |
| Stolberg     | Hassenberg Fe, Pb, Zn                                                                      |                                |
| Stolberg     | Petersglück Fe, Pb, Zn                                                                     |                                |
| Stolberg     | Wolfeter Hoffnung Fe, Pb, Zn                                                               |                                |
| Vicht        | Conrad Au                                                                                  |                                |
| Vicht        | Henriette Au                                                                               |                                |
| Vicht        | Nachtigall Fe, Pb, Zn                                                                      |                                |
| Vicht        | Pfeifenberg Fe, Pb, Zn                                                                     |                                |
| Zweifall     | Altwerk Fe                                                                                 |                                |
| Zweifall     | Neuwerk Fe                                                                                 |                                |
| Zweifall     | Löwe Fe                                                                                    |                                |
| Zweifall     | Münsterfeld Pb, FeS2, Zn                                                                   |                                |
| Zweifall     | Rochenberg Pb                                                                              |                                |

- Breinig wurde 1972 nach Stolberg (Rhld.) eingemeindet.
- Büsbach mit Dorff und Münsterbusch wurden 1935 nach Stolberg (Rhld.) eingemeindet.
- Duffenter kam 1935 von Eschweiler an Stolberg (Rhld.).
- Teile Eilendorfs – im Wesentlichen die Atsch – wurden 1935 nach Stolberg (Rhld.) eingemeindet. Das verbliebene Eilendorf wurde 1972 in die Stadt Aachen eingemeindet.
- Gressenich mit Mausbach und Vicht wurden 1972 nach Stolberg (Rhld.) eingemeindet.
- Hastenrath war bis 1932 eigenständig. 1932 kam der Südteil des Bürgermeistereigebiets zusammen mit der bereits stillgelegten Erzgrube Zufriedenheit an Gressenich und der Nordteil zusammen mit Scherpenseel, Volkenrath, Bohl und Nothberg an Eschweiler.
- Zweifall kam 1972 aus dem damaligen Kreis Monschau an Stolberg (Rhld.).

## Steinkohlebergwerke des Indereviers auf den heutigen Stadtgebieten

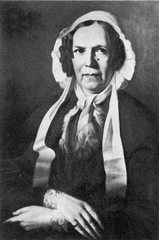
Christine Englerth (1767–1838)

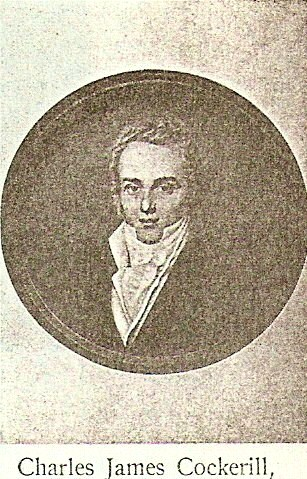
James Cockerill (1787–1837)

Abkürzungen: A Außenwerk des Eschweiler Kohlbergs, B Binnenwerk des Eschweiler Kohlbergs, M Münsterkohlberg, W Weisweiler Kohlberg
Zum südlichen Eschweiler Stadtteil Pumpe-Stich werden auch Aue, Birkengang (seit 1935 zu Stolberg) und der Propsteier Wald gezählt.
| Ort          | Grubenname         | Betrieb                        |
| ------------ | ------------------ | ------------------------------ |
| Atsch        | Grube Atsch A      | 14. Jh. – 1784 und 1834 - 1870 |
| Eschweiler   | Grube Ichenberg B  | bis 1825                       |
| Münsterbusch | Grube James M      | 1825 - 1891                    |
| Nothberg     | Grube Reserve B    | 1833 - 1944                    |
| Pumpe-Stich  | Grube Aue B        |                                |
| Pumpe-Stich  | Grube Birkengang A | 1581 - 1883                    |
| Pumpe-Stich  | Grube Christine A  |                                |
| Pumpe-Stich  | Grube Centrum B    | 1805 - 1891                    |
| Pumpe-Stich  | Grube Propstei A   | 17. Jh. – 1879                 |
| Weisweiler   | Grube Weisweiler W |                                |
| Weisweiler   | Grube Wilhelm W    | 17. Jh. – 1874                 |

## Bedeutende Unternehmen
| - Allianz Stolberg - BIAG Zukunft - Berzelius Stolberg - Dalli-Werke - Eschweiler Bank - Eschweiler Drahtfabrik | - EUREGIO Verkehrsschienennetz - EWV Energie- und Wasserversorgung - Ketschenburg-Brauerei - Mäurer & Wirtz - Phoenix AG für Bergbau und Hüttenbetrieb - ESW Röhrenwerke | - Stadtsparkasse Eschweiler - Schwermetall Halbzeugwerk - Saint-Gobain Glass Deutschland - Stolberger Metallwerke - Stolberger Zink - William Prym GmbH & Co. KG |

## Postleitzahlen

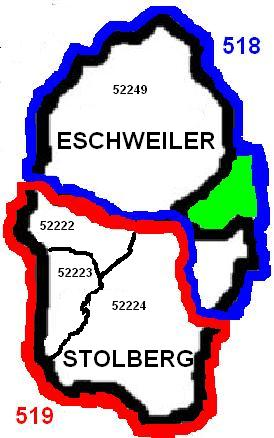
Postleitzahlen:
schwarz = 1993,
rot und blau = 1961,
grün = seit 1972 Langerwehe

Eine enge Verknüpfung des Raums um Stolberg und Eschweiler lässt sich sowohl an den 1961 als auch an den 1993 eingeführten Postleitzahlen erkennen.
1961 galt die Postleitzahl 518 für das damalige Stadtgebiet von Eschweiler, wobei drei Ortsteile mit Bindestrich geschrieben werden mussten: 518 Eschweiler-Hastenrath, 518 Eschweiler-Scherpenseel und 518 Eschweiler-Volkenrath. Die folgenden 15 Ortschaften außerhalb des Stadtgebiets gehörten mit dem Zusatz /über Eschweiler postalisch zum Bereich 518: 5181 Fronhoven, 5181 Hamich, 5181 Hehlrath, 5181 Heistern, 5181 Kinzweiler, 5181 Laurenzberg, 5181 Lohn, 5181 Merzbrück, 5181 Sankt Jöris, 5181 Schevenhütte, 5181 Schönthal, 5181 Wenau, 5182 Weisweiler, 5183 Dürwiß und 5184 Gressenich. Hiervon sind Hamich, Heistern, Schönthal und Wenau seit 1972 Ortsteile von Langerwehe und Schevenhütte und Gressenich seit 1972 Stadtteile von Stolberg.
Die Postleitzahl 519 galt 1961 für das damalige Stadtgebiet von Stolberg, wobei sechs Ortsteile mit Bindestrich geschrieben werden mussten: 519 Stolberg (Rheinl)-Büsbach, 519 Stolberg (Rheinl)-Buschmühle, 519 Stolberg (Rheinl)-Donnerberg, 519 Stolberg (Rheinl)-Dorff, 519 Stolberg (Rheinl)-Kohlbusch und 519 Stolberg (Rheinl)-Münsterbusch. Die folgenden 5 Ortschaften außerhalb des Stadtgebiets gehörten mit dem Zusatz /über Stolberg (Rheinl) postalisch zum Bereich 519: 5191 Werth, 5192 Mausbach, 5193 Breinig, 5194 Vicht und 5195 Zweifall. Der alte Bereich 519 ist seit 1972 vollständig Stolberger Gebiet.
Von 1972 bis 1993 galten lediglich 5180 Eschweiler (Rheinl) und 5190 Stolberg (Rheinl).
Seit 1993 gibt es den Leitbereich 52200-52224 für Stolberg (Rhld.) und den Leitbereich 52230-52249 für Eschweiler. Die Nummern 52250 bis einschließlich 52299 sind zurzeit nicht vergeben.

## Sehenswürdigkeiten (Auswahl)
| - Burg Stolberg - Stolberger Altstadt - Eschweiler Altstadt - Haus Kambach - Burg Röthgen | - Nothberger Burg - Haus Palant - Broicher Hof - Stolberger Kupferhöfe - Kupfermeisterfriedhof | - St. Peter und Paul - St. Lucia - Finkenbergkirche - Vogelsangkirche - Zisterzienserinnenkloster St. Jöris | - Museum Zinkhütter Hof - Gressenicher Mühle - Villa Lynen - Ketschenburg-Brauerei - Pumpe-Stich | - Blausteinsee - Wehebachtalsperre |

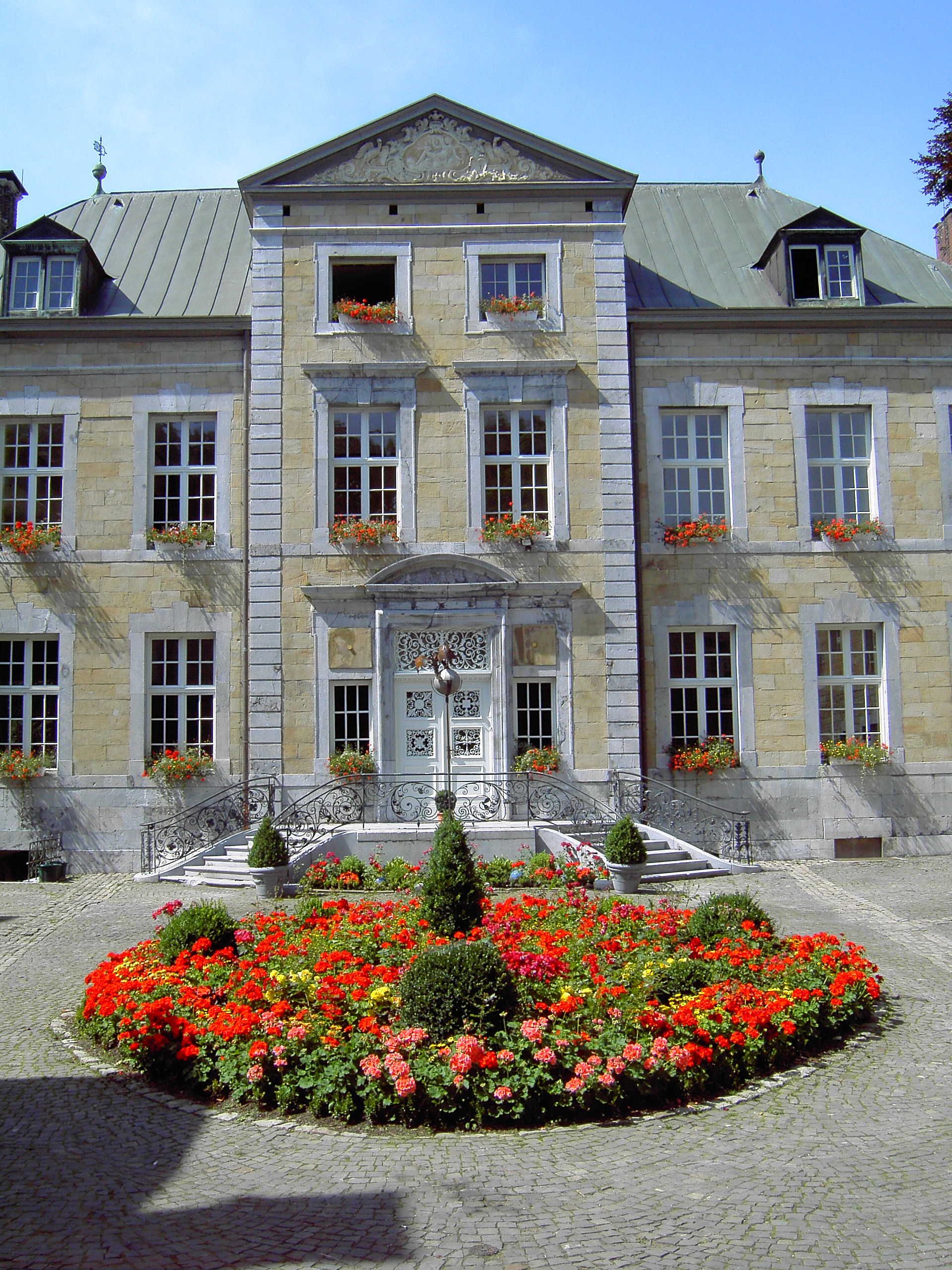
Kupferhof Rosenthal in Oberstolberg
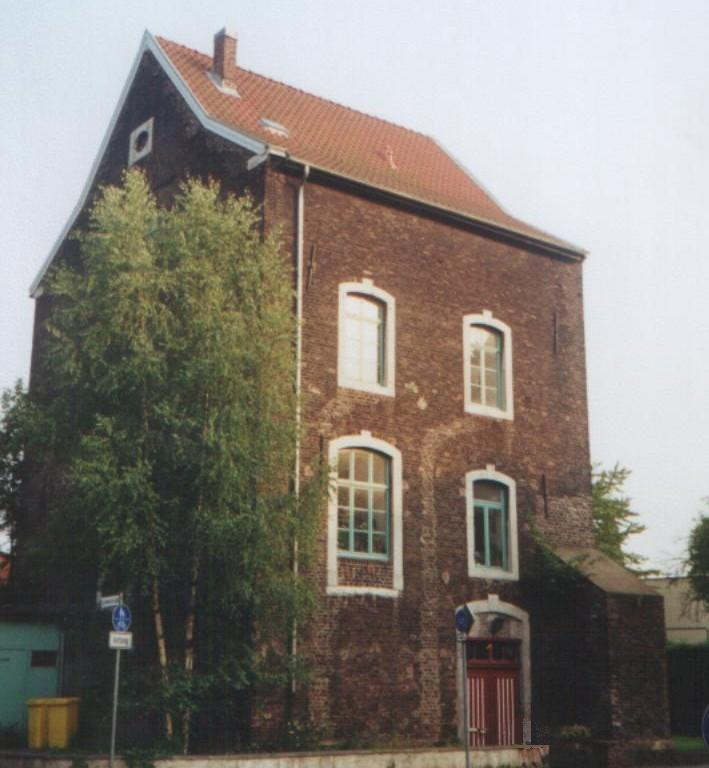
Pumpenhaus in Pumpe-Stich
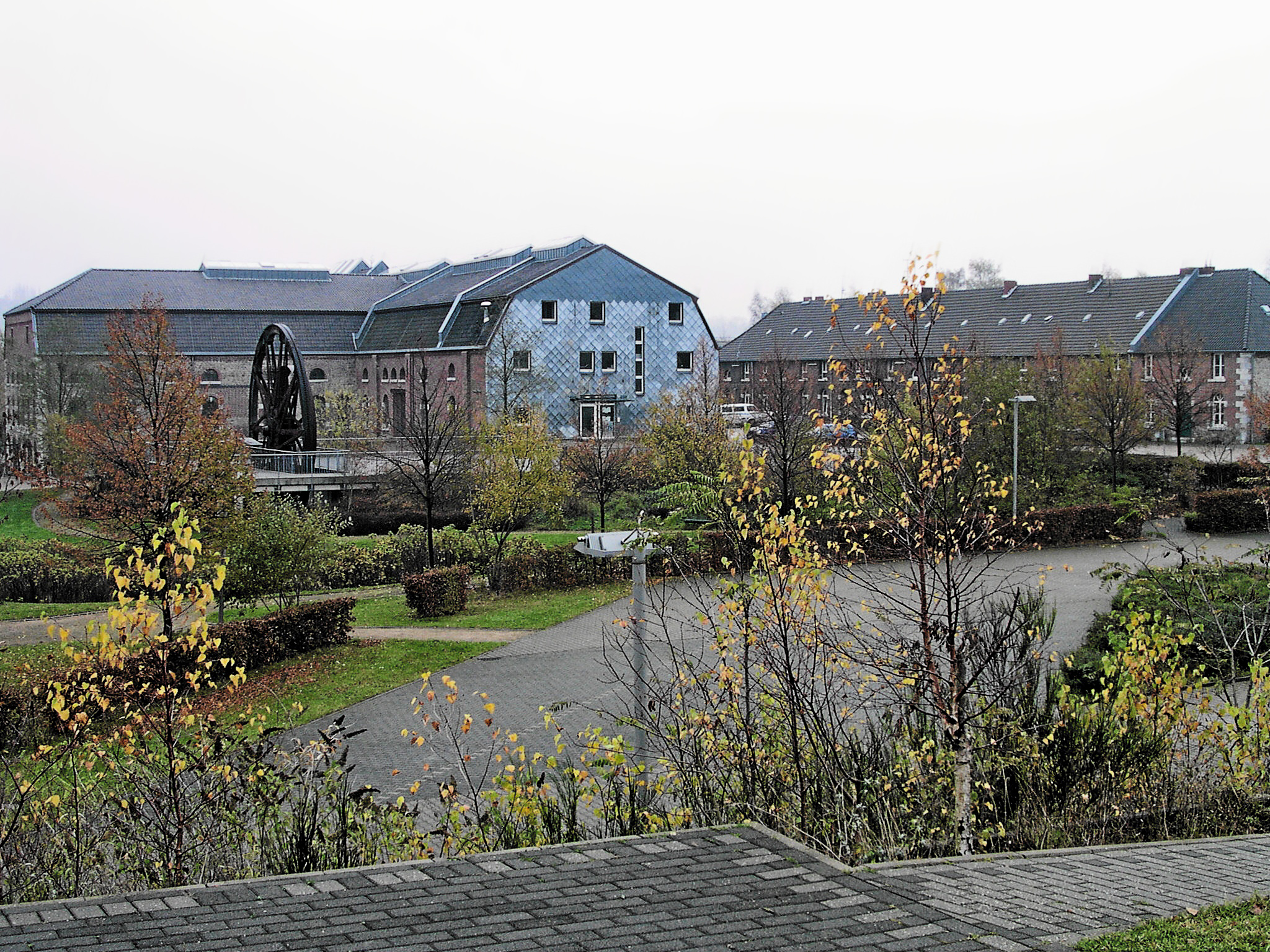
Museum Zinkhütter Hof
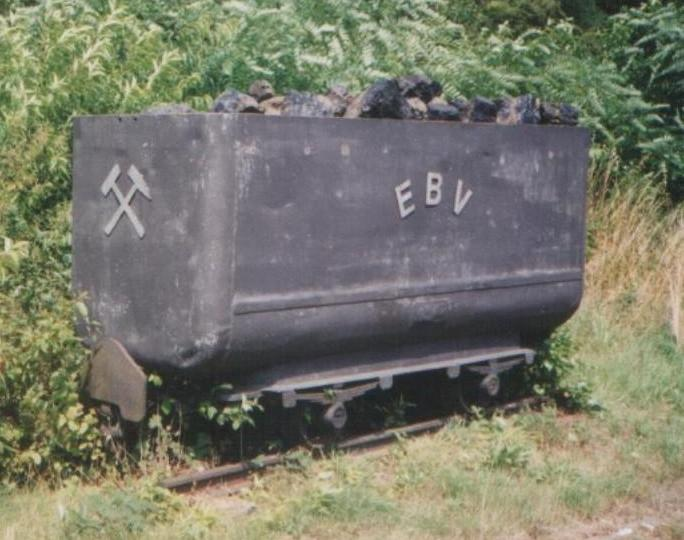
Steinkohlebergwerkslore des EBV

## Flutkatastrophe 2021
Bei dem Hochwasser in West- und Mitteleuropa wurden Mitte Juli 2021 beide Städte über den Vichtbach und die Inde stark beschädigt, ganz besonders Vicht, die Stolberger Altstadt sowie das Eschweiler Zentrum entlang der Indestraße und südlich der Indestraße. Es kam zu Strom- und Telefonieausfällen, Trinkwasserverunreinigung und Plünderungen. Das St.-Antonius-Hospital Eschweiler, nur 50 Meter von der Inde entfernt gelegen, musste evakuiert werden. Die über 300 Patientinnen und Patienten wurden auf umliegende Krankenhäuser verteilt, wobei das Bethlehem Gesundheitszentrum Stolberg wegen Strom- und Wassermangels niemanden aufnehmen konnte. In beiden Städten gab es Essens-, Wasser- und Lebensmittelausgaben in vielen Stadtteilen. Da beim Spendenkonto Stolberg hilft schon 750.000 Euro eingegangen waren, konnte in Stolberg ab dem 22. Juli bereits zwischen 250 und 750 Euro an Betroffene ausgezahlt werden. Am selben Tag teilte das zuständige Gesundheitsamt mit, dass das Wasser in beiden Städten nicht mehr abgekocht werden müsse. Im Gegensatz zu seiner bar auszahlenden Nachbarstadt überweist Eschweiler 1.500 Euro pro Person aus zu jenem Zeitpunkt zur Verfügung stehenden 1.020.000 Euro.